# August von Lederer
August svobodný pán von Lederer (5. března 1807 Vídeň – 21. prosince 1882 Štýrský Hradec) byl rakouský generál z rodiny nobilitované v 18. století. V armádě sloužil od patnácti let, jako důstojník jezdectva vystřídal řadu posádek a uplatnil se také v několika válečných taženích. V hodnosti polního podmaršála byl v letech 1858–1859 velitelem v Benátkách, poté zastával vysoké posty u císařských gard ve Vídni. V roce 1873 byl penzionován v hodnosti generála jezdectva. 

## Životopis

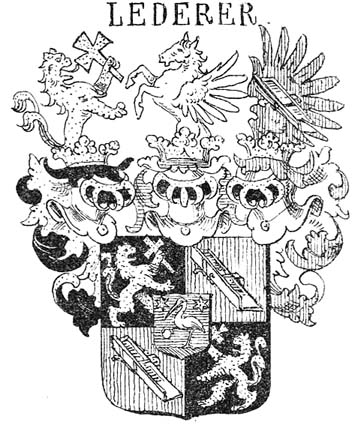
Erb rodu Ledererů

Pocházel z úřednické rodiny povýšené v roce 1778 do stavu svobodných pánů. Narodil se jako nejstarší ze tří synů polního maršála a vojevůdce napoleonských válek barona Ignaze Lederera (1769–1849). Do armády vstoupil v patnácti letech jako poručík k 2. dragounskému pluku, jehož majitelem byl otec. Ve dvaceti letech byl již nadporučíkem u 3. švališérského pluku v Padově, v roce 1831 byl povýšen na rytmistra u 2. kyrysnického pluku v Tarnówě, později byl přeložen k 6. husarskému pluku. Několik let sloužil u 3. dragounského pluku, kde byl povýšen na majora (1836) a podplukovníka (1839), v roce 1836 byl také jmenován císařským pobočníkem. Od roku 1841 byl zástupcem velitele 8. kyrysnického pluku a v roce 1848 se v hodnosti plukovníka stal jeho velitelem.
V revolučních letech 1848–1849 se zúčastnil nejprve bojů v Itálii, poté bojoval proti maďarským revolucionářům. V roce 1848 dosáhl hodnosti generálmajora a v roce 1850 získal hodnost polního podmaršála. Následně vystřídal službu jako velitel divize u 12. armádního sboru v Temešváru, 1. armádního sboru ve Štýrském Hradci a od roku 1851 u 5. armádního sboru. V letech 1855–1858 byl velitelem jezdecké divize u 3. armádního sboru ve Vídni a v letech 1858–1859 zastával funkci městského a pevnostního velitele v Benátkách. V roce 1859 se vrátil do Vídně a dlouhodobě zastával čestnou hodnost nadporučíka jedné z císařských gard (Oberlieutenant der Erste-Arcieren Leibgarde). K datu 1. listopadu 1873 byl penzionován a při té příležitosti obdržel hodnost titulárního generála jezdectva.
Od roku 1854 byl čestným majitelem 12. hulánského pluku. V roce 1862 obdržel titul c. k. tajného rady s nárokem na oslovení Excelence. Během vojenské služby získal několik vyznamenání od zahraničních panovníků. Byl nositelem ruského Řádu sv. Stanislava I. třídy a Řádu sv. Anny II. třídy, sardinského Řádu sv. Mořice a Lazara, sicilského Řádu Františka I. a Vojenského řádu sv. Jiří.